# Oodgeroo Noonuccal
Oodgeroo Noonuccal, nata Kathleen Jean Mary Ruska e fino al 1988 conosciuta come Kath Walker (Minjerribah, 3 novembre 1920 – Altona Meadows, 16 settembre 1993), è stata una poetessa, attivista, artista ed educatrice australiana.

## Biografia
È ritenuta una delle personalità di spicco nella storia culturale d'Australia del ventesimo secolo, sia in virtù del suo impegno a favore dei diritti degli aborigeni australiani, sia grazie alla sua produzione letteraria e, in particolare, poetica. È stata infatti il primo autore aborigeno in assoluto a pubblicare una raccolta di poesie, nel 1964 (We Are Going).

## Opere
- We Are Going (We Are Going, 1964), Trento, Università degli studi di Trento, 2013, traduzione di Francesca Di Blasio e Margherita Zanoletti, ISBN 978-88-8443-507-1.
- The Dawn is at Hand (1966)
- My People. La mia gente (My People: A Kath Walker Collection, 1970), Milano, Mimesis, 2021 a cura di Margherita Zanoletti, ISBN 9788857576763.
- Quandamooka, the Art of Kath Walker (1985)
- Kath Walker in China

### Libri per l'infanzia
- Stradbroke Dreamtime (1976)
- Father Sky and Mother Earth (1982)
- The Rainbow Serpent (1988)

### Saggistica
- Towards a Global Village in the Southern Hemisphere (1989)
- The Spirit of Australia (1989)
- Australian Legends And Landscapes (1990)
- Australia's Unwritten History: More legends of our land (1992)